# Бумажный пакет

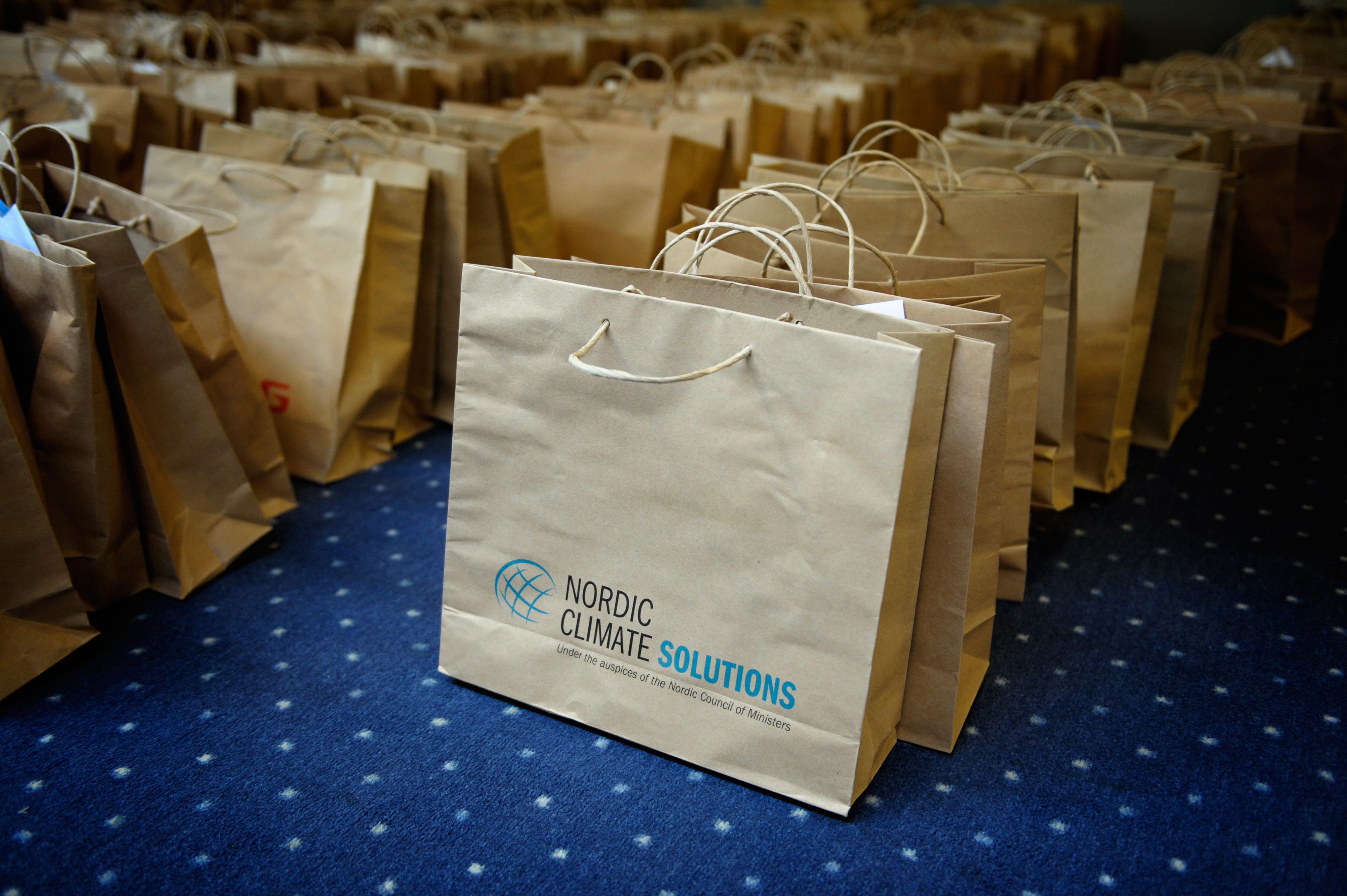
Крафт-бумажные пакеты

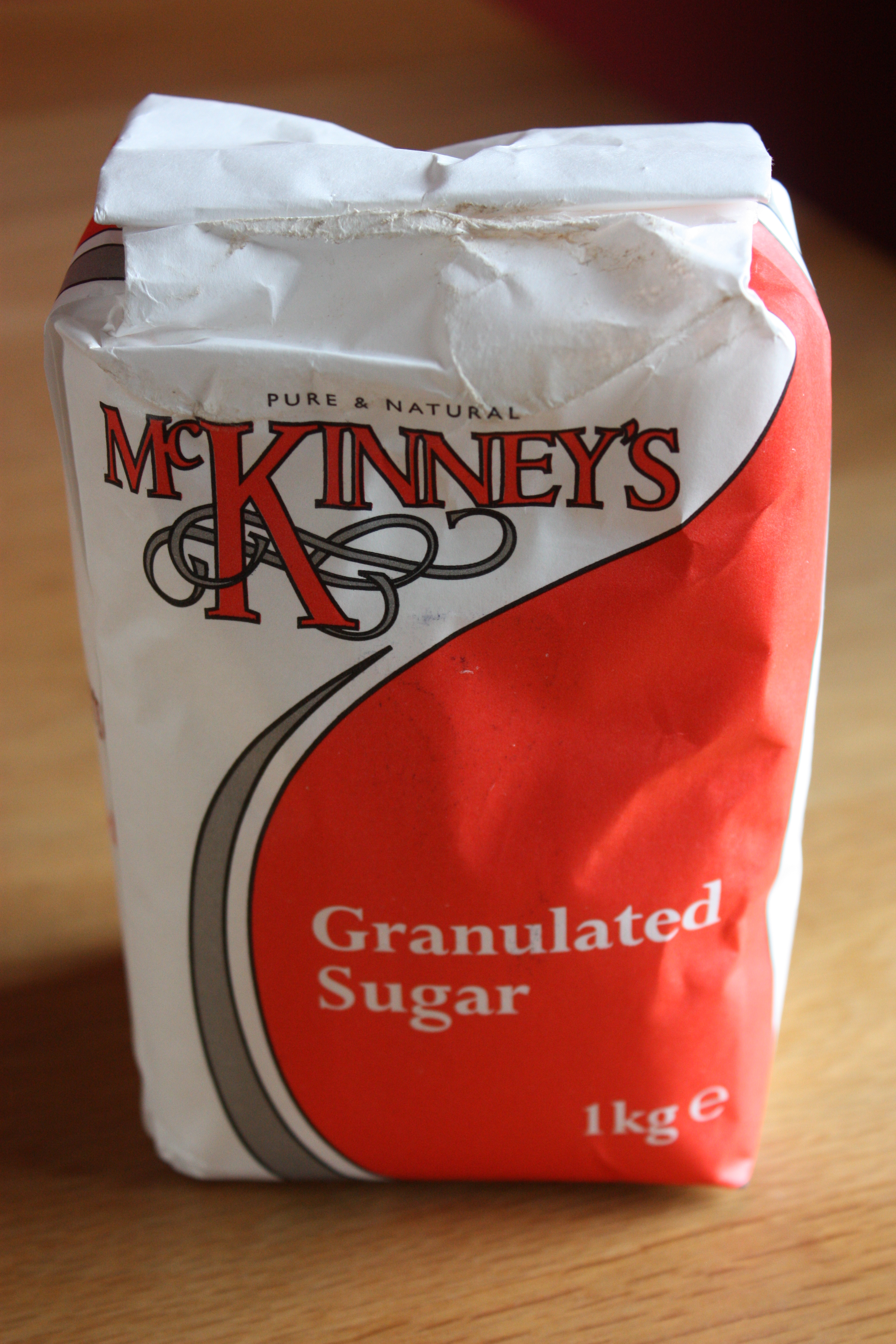
Пакет сахара

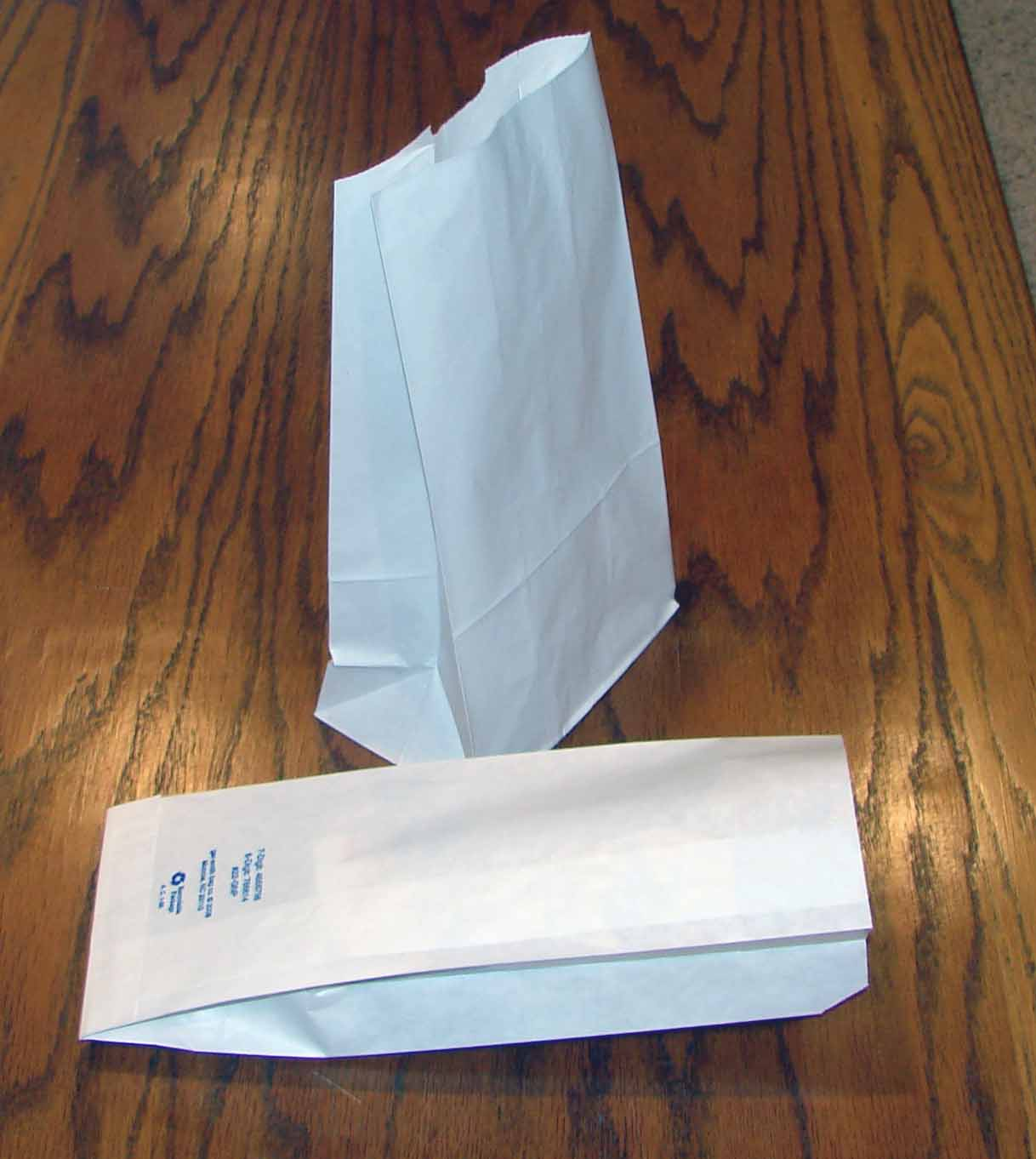
Два небольших бумажных пакета — нижняя часть: плоские складки, верхняя часть: квадратное дно, самооткрывающееся.

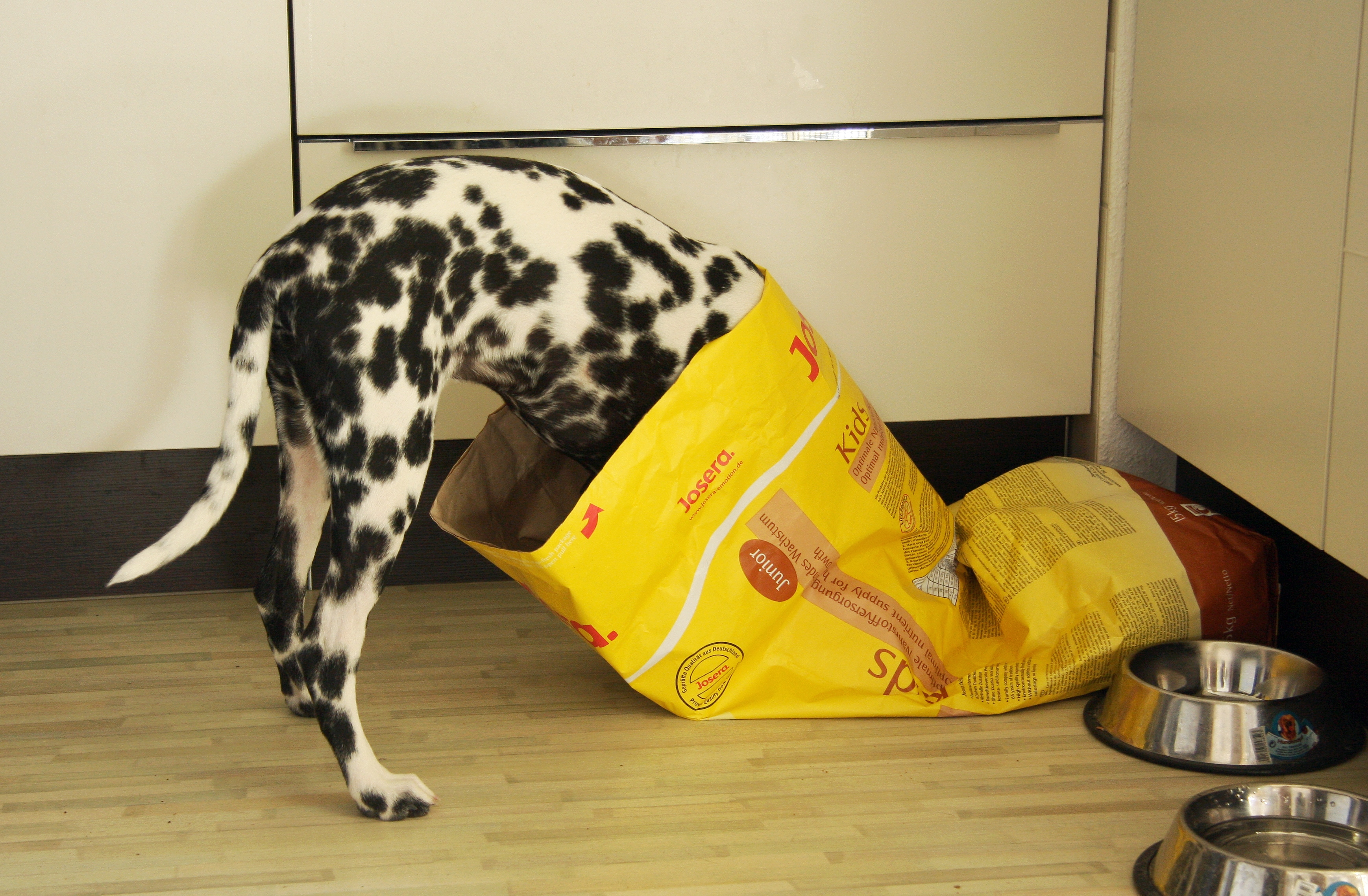
Многослойный пакет с кормом для собак

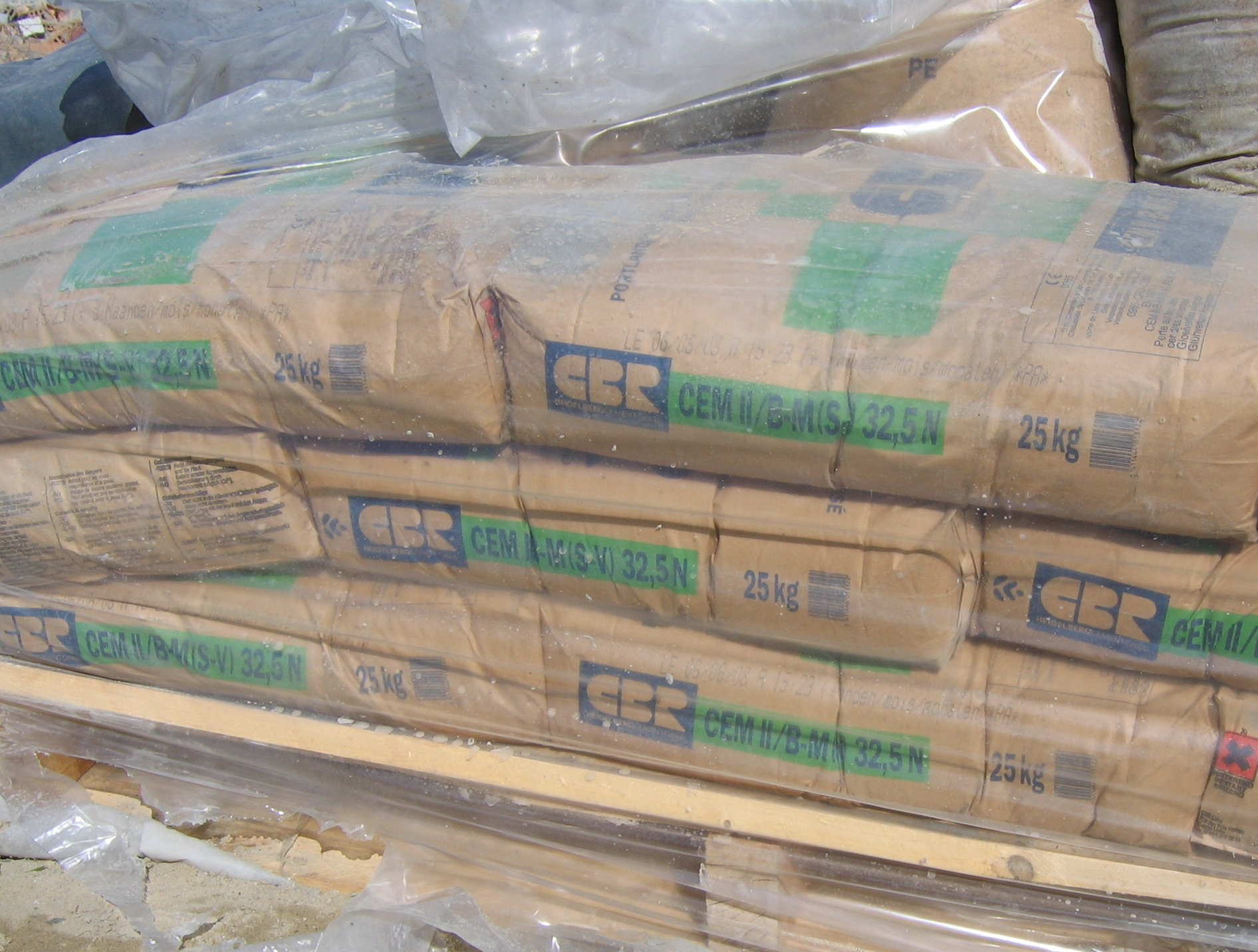
Клапанный пакет с цементом

Бумажные пакеты изготавливаются из различных бумагосодержащих материалов — офсетная и мелованная бумага, крафт-бумага, картон, а также из дизайнерской бумаги (например — эфалин, имитлин, плайк) или дизайнерских картонов, как правило — тонированных в массе.
Ручки на бумажных пакетах бывают трёх видов — верёвочные (полипропиленовые, полиэфирные, хлопковые), из шпагата и из бумаги.
Верёвочные ручки изготовляются, как правило, из полипропиленовой, полиэфирной или хлопковой нити путём плетения шнура толщиной 3—10 мм. Встречаются также ручки, изготовленные из атласной ленты. Пакеты с верёвочными ручками могут быть изготовлены как с люверсами (пиколло), так и без них.
Ручки из бумажного шпагата изготовляются из кручёного шпагата (изготовляется из крафта).
Бумажные ручки — изготовляются из сфальцованных в двух точках полосок крафта.

## Способы печати
Печать на бумажных пакетах бывает различных видов: офсет, шелкография, флексография, тиснение.
Офсетная печать осуществляется на бумажных листах, когда пакет ещё в разобранном виде. Офсетную печать выгодно производить при нанесении полноцветной печати, например, фотографии, либо когда тираж превышает 500 штук. На меньших тиражах выгодно использовать цифровую печать.
Шелкография может наноситься как на готовые, уже собранные бумажные пакеты, так и на бумажные листы. Шелкография идеально подходит, когда изображение на пакете несложное, например, логотип, а тираж не превышает 1000 штук.
Флексография также может наноситься как на готовые пакеты, так и на бумажные листы до сборки пакетов. Но в отличие от шелкографии, флексография позволяет наносить как простое изображение (при небольших тиражах от 1000 штук непосредственно на пакет), так и сложные полноцветные изображения фотографического качества (при больших тиражах нанесением на бумагу до сборки пакетов). Данные Flexographic Technical Accociation, FTA (Техническая ассоциация флексографской печати, США) показывают, что флексографией производится около 60% всей печатной упаковки (а это, в свою очередь, составляет около 35% всего рынка печати).
Тиснение осуществляется только на печатных листах. Подходит в том случае, если необходимо выделить какие-либо части рисунка. Тиснение может выполняться поверх офсетной печати или шелкографии. В точности, после ламинирования тиража.
С точки зрения стоимости нанесения печати на бумажные пакеты, самым дорогим видом является тиснение, затем шелкография, далее с большим отрывом в сторону уменьшения стоимости следуют флексография и офсет.

## Краткая технология изготовления бумажных пакетов

### Проектирование и макеты
Создание дизайн-макета готового изделия в развороте, то есть в разобранном виде. На печатном листе ставятся метки, определяется формат печати, производится проверка правильности размещения изображения и цветов.

### Печатные работы
На этой стадии производится вывод плёнок и нанесение рисунка на бумагу. Производится контроль корректности передачи рисунка на печатный лист. После печати всего тиража листы должны от 1 до 5 дней отлежаться и высохнуть. На приладку уходит от 50 до 500 «тиражных» листов бумаги или картона.

### Ламинирование
На этой стадии на бумажные листы с рисунком наносится плёнка плотностью от 15 до 200 мкм. Плёнка бывает как матовой, так и глянцевой. Распространённой толщиной ламината является 20-35 мкм. Ламинация придаёт бумаге водостойкость, износостойкость, прочность и более опрятный внешний вид. Ламинация бывает одно- и двухсторонней. В зависимости от назначения конечного изделия, ламинат наносится снаружи (как правило) или изнутри. На приладку уходит от 10 до 100 «тиражных» листов.

### Вырубка
Вырубка производится на тигельном ручном прессе, тигельном автоматическом прессе либо на стопцилиндровом прессе специальным штанцевальным штампом. Автоматическая вырубка безусловно является более точной. Так, допуски для ручного и полуавтоматического оборудования составляют 1—3 мм, тогда как для высокопроизводительных автоматических прессов — 0,02 мм (как у офсетных печатных машин). Каркас данного штампа определяет линии разреза и линии биговок. Из вырубленных листов достаточно просто собрать готовый бумажный пакет. На приладку при вырубке уходит от 10 до 200 «тиражных» листов.

### Сборка
Пакеты могут собираться как вручную, так и при помощи автоматических сборочных линий. Однако, автоматика накладывает серьёзные ограничения на размеры изготавливаемой продукции. Поэтому в большинстве случаев пакеты больших форматов собираются вручную. В процессе сборки сборщики фальцуют вырубленные листы по местам сгиба (биговкам), затем склеивают лист по определённому алгоритму, укрепляют дно и ручки специальным картоном, после чего специальной машинкой на пакете проделываются 4 отверстия (либо с люверсом либо без), в которые вставляются и привязываются ручки. На этапе сборки происходят потери от 10 до 100 бумажных пакетов.
Применяемые при сборке пакетов клеи также разнообразны — акриловые, водно-дисперсионные, термо, также применяется специальный узкий двухсторонний скотч.

### Упаковка
Удобнее всего упаковывать в гофроящики либо в специальный полиграфический амбалаж, однако, если вопрос затрат принципиален, подойдёт и обычная стрейч-плёнка или крафт-бумага.

## Экологический аспект
Пакеты из бумаги часто считаются более экологичными, чем пакеты из других материалов. Связано это прежде всего со скоростью разложения в окружающей среде. Однако если рассматривать весь жизненный цикл материала, включая сумму ресурсов, которые затрачиваются на производство и переработку, не ограничиваясь одним критерием скорости разложения в природе, то бумажный пакет уступает по экологичности пластиковому.
Согласно данным британских исследователей, сотрудничавших с ООН и Институтом мировых природных ресурсов, производство и транспортировка бумажных пакетов в отдельных случаях более энергозатратны в сравнении с изделиями из полиэтилена. Для одного бумажного пакета электроэнергии требуется как для 3—4 пластиковых, а воды — больше в 17 раз.
Greenpeace утверждает, что при производстве бумажного пакета в атмосферу выделяется на 70 % больше вредных выбросов, а углеродный след и загрязнение водоёмов выше соответственно в 3 и 50 раз.
Бумажные пакеты экологичнее пластиковых лишь при условии, что они созданы из макулатуры, — в ином случае производство пакета наносит больший вред окружающей среде. Как правило, для изготовления пакетов из бумаги используется первичная целлюлоза, то есть древесина. Ранее древесина считалась возобновляемым ресурсом, но сейчас её потребление с каждым годом повышается, притом что пригодные для этого деревья растут несколько десятков лет.
Вследствие роста популярности экотематики многие мировые ритейлеры переходят на бумажные пакеты, выдавая на кассе до 6 млн пакетов в год. Данный показатель равносилен вырубке 9 тыс. деревьев для обслуживания одного розничного магазина.
К тому же люди редко повторно используют бумажные пакеты из-за их небольшой прочности. По этой же причине их почти невозможно переработать, так как пакет легко намокает, рвётся и пачкается. В условиях мусорного полигона бумага не компостируется, а образует сероводород и метан. Даже сданная макулатура имеет ограниченный цикл переработки, а сами бумажные пакеты принимают не все заготовители.
Экологи, как правило, советуют не покупать новые пакеты, а использовать для покупок многоразовые, в том числе сумки, мешки и т. д. И если возникла необходимость купить новый пакет, то рекомендуется отдать предпочтение плотному пластиковому пакету, который возможно использовать повторно и в дальнейшем сдать в переработку.

## В искусстве
- В немецкой телепередаче для детей Арт-штурм (Artzooka) одним из главных персонажей которой является бумажный пакет (там он исполняет роль главного героя в мини-мультфильмах, созданных при помощи различных бытовых предметов методом покадровой съёмки).